# Góry Zagańskie
Góry Zagańskie (ros.: Заганский хребет, Zaganskij chriebiet, bur. Заганай дабаан) – pasmo górskie w azjatyckiej części Rosji, w południowo-zachodniej części Zabajkala. Rozciąga się na długości ok. 130 km, głównie wzdłuż prawego brzegu rzeki Chiłok. Najwyższy szczyt osiąga 1382 m n.p.m. Pasmo zbudowane jest z granitów, granodiorytów i łupków krystalicznych. Zbocza północne porośnięte są przede wszystkim lasami sosnowymi, natomiast południowe tajgą modrzewiową.